# Karlivka

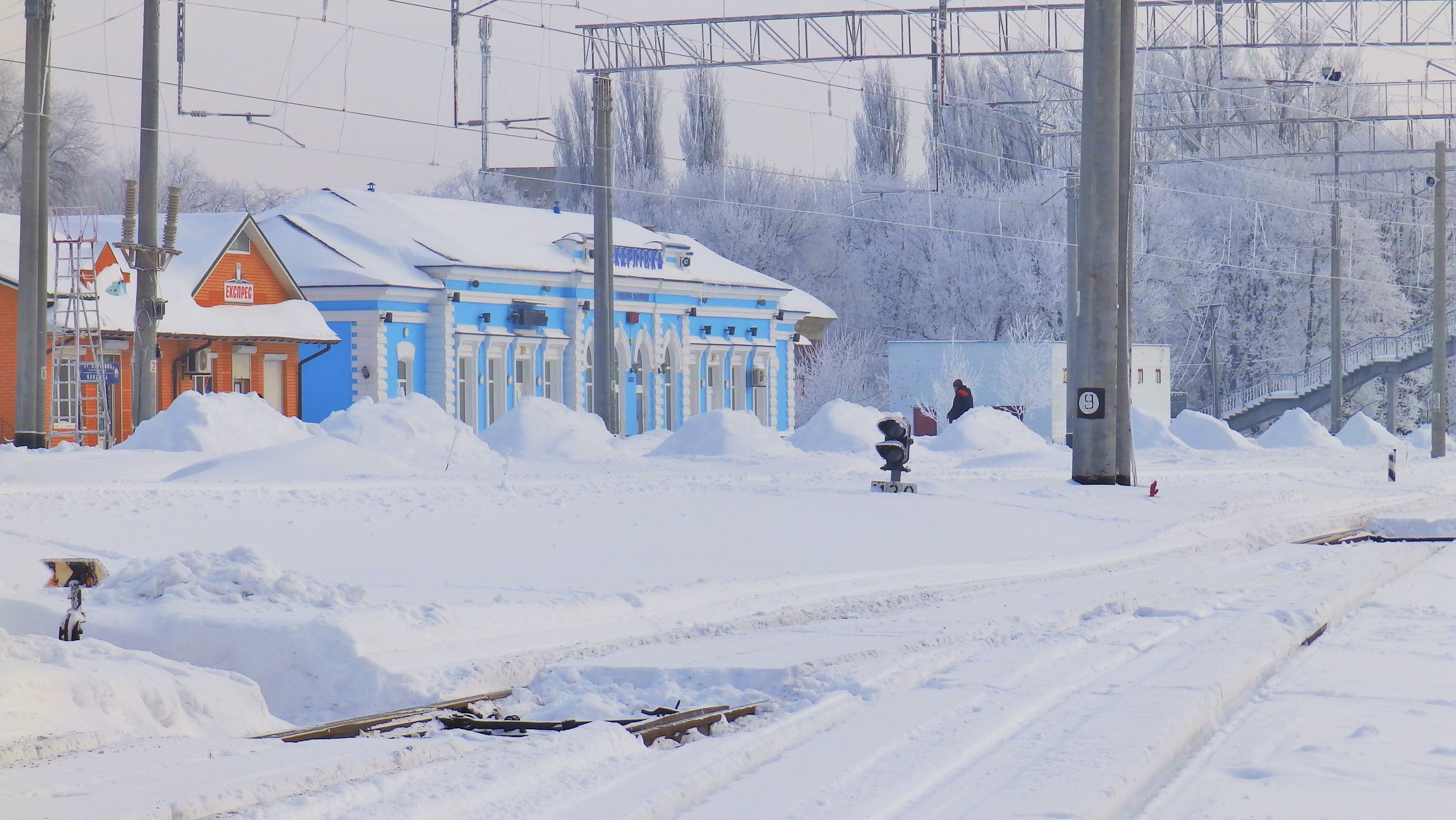
Karlivka på vintern

Karlivka (ukrainska: Карлівка uttal (fil), ryska: Карловка: Karlovka) är en stad i Poltava oblast i Ukraina. Folkmängden uppgick till 15 011 invånare i början av 2015.